# Memphis Monroe
Memphis Monroe, född 23 mars 1985 i New Orleans, är en amerikansk porrskådespelare. Hon växte upp i Louisville i Kentucky, där hon fortfarande bor.

## Artistnamnet
Namnet Memphis kommer från huvudrollen i Gone in 60 seconds och Monroe från Marilyn Monroe.